# 先進陸水海洋学会
 先進陸水海洋学会（せんしんりくすいかいようがっかい、英語:Association for the Sciences of Limnology and Oceanography）は、陸水学と海洋学の科学発展を目的として設立された学会である。略称はASLO。1936年に設立されたアメリカ陸水学会を起源とし、1948年にアメリカ陸水海洋学会、2011年に現在の名称に改称している。約60カ国に約4,000人の会員を擁するASLOは、陸水学、海洋学、その両方を専門とする世界最大の学会である。ASLOの使命は、水圏科学の全領域にわたる知識を創造・統合・伝達し、水生資源と研究に関する一般の人々の意識と教育を向上し、公益のために水生資源の科学的管理を推進する、多様で国際的な科学コミュニティを育成することである。その成果と活動はこれらの目的のために行われている。 

## 雑誌の発行
ASLOは4つの科学論文を発行している。 
- Limnology and Oceanography
- Limnology and Oceanography: Fluids and Environments
- Limnology and Oceanography: Methods
- Limnology and Oceanography: Bulletin

ASLOの雑誌の内容の多くはオープンアクセスである。時折開催される小さなワークショップ（LINK）に加えて、ASLOは、水圏科学会議、海洋科学会議、夏のASLO会議など、世界中で定期的に開催される主要な科学会議を主催している。ASLOは、この分野における専門家の卓越性を評価するために、毎年5つの賞を授与している。水圏科学と関連分野に関する援助と公共活動に積極的で、ASLO には公共政策室がある。ASLO は選出された理事会によって運営されており、その中には完全な議決権を持つ 2 名の学生メンバーが含まれている。ASLO は会員に多くの特典を提供し、一般市民や教育者にも情報を提供している。 

## 表彰
ASLOは、以下の賞を授与する。 
- Raymond L. Lindeman Award - 若い水圏科学者によって書かれた優れた論文
- G. Evelyn Hutchinson Award Award - 陸水学または海洋学の優れた中堅科学者
- A.C. Redfield Lifetime Achievement Award - 陸水学と海洋学の分野での長期にわたる主要な業績
- John Martin Award - その分野で後の研究に大きな影響を与えたと判断された水圏科学の論文
- Ruth Patrick Award - 水圏科学、特に環境問題の解決に関する卓越した研究
- Ramón Margalef Award for Excellence in Education - 陸水学と海洋学の分野に従事する学生の教育と指導への卓越した貢献
- Yentsch-Schindler Award - 研究、科学訓練、および幅広い社会問題への卓越したバランスのとれた貢献に対して、通常、最終学位を取得してから12年以内の水圏科学者
- Victoria J. Bertics Memorial Award - 早世または障害のため最後まで満足に研究できなかったASLO会員
- Tommy and Yvette Edmondson Distinguished Service Award - 専門的な目標を支え、ASLOの地位向上に並外れた努力をした会員